# Kiscsillag
A Kiscsillag egy magyar alternatív rockzenekar, melyet 2005-ben alapított Lovasi András, Ózdi Rezső és Bräutigam Gábor, akik a Kispál és a Borz eredeti alapító tagjai is voltak, illetve a Pál Utcai Fiúkból ismert Leskovics Gábor. A zenekar első lemeze, a 2006-os Greatest Hits Vol. 01. ebben a felállásban készült. 2008-ban Bräutigam távozott a zenekarból, és helyét a szintén a Kispál és a Borzból ismerős Mihalik Ábel vette át. Vele készült a következő három lemez, a 2009-es Örökre szívembe zártalak, a 2011-es Néniket a bácsiknak! és a 2014-es Szeles. 2014 szeptemberében Ózdi Rezső távozott a zenekarból, helyét Erős Márton vette át, 2016 óta pedig Bajkai Ferenc ül a dobok mögött. Ugyanebben az évben csatlakozott a billentyűs hangszereken és gitáron játszó Szesztay Dávid.
A zenekart háromszor jelölték Fonogram díjra, melyből meg is nyerték "Az év hazai alternatív albuma" díjat 2012-ben Néniket a bácsiknak! című lemezükkel. Az együttest emellett a "Legjobb magyar előadó" kategóriában nevezték a 2010-es MTV Europe Music Awardson.

## Történetük
Az együttest 2005 tavaszán alapította Leskovics Gábor, Lovasi András, Bräutigam Gábor és Ózdi Rezső Pécsett, mint hobbi zenekar. Még ebben az évben kiadtak egy tizenkét számos demót, amit az internetről lehetett ingyenesen letölteni.
2006 októberében első nagylemezük Greatest Hits Vol. 01. címmel jelent meg, melynek anyaga nagyrészt a 2005-ös demóról lett újrarögzítve, azonban pár számot mégsem jelentettek meg róla: Hálózatvizsgáló, Holding (amely végül a harmadik lemezen jelent meg) és az Igazad van. A lemezhez két videóklip is készült, az egyik 2006 novemberében (Ha én lennék), a másik 2007 áprilisában (Kockacukor). Az albumot jelölték "Az év hazai rock albuma" kategóriában a 2007-es Fonogram-díjkiosztón.
2008 márciusában a második lemez beharangozásaként rögzített kétszámos kislemez címadó dalából, a Fishing On Orfű-ből készítettek klipet, melynek Rátgéber László írta a szövegét, és a Lovasi András és Kálocz Tamás nevéhez fűződő Fishing on Orfű Alterfeszt is erről a szerzeményről kapta a nevét. Tavasszal Bräutigam Gábor elhagyta a zenekart, és helyébe a Kispál és a Borz akkori dobosa, Mihalik Ábel lépett.
Az együttes második lemeze 2009. február 12-én jelent meg, Örökre szívembe zártalak címmel, és 15 hétig szerepelt a Mahasz Top 40 albumlistáján, amin elérte az első helyet is. Két videóklip jelent meg róla, Merényi Dávid és Nagy Gergő rendezésében, 2009 áprilisában a Légyszíves, 2009 októberében pedig az Örökre. Az albumra rákerült az A pénz miatt című dal újrahangszerelt változata is, amelynek szövegét Lovasi András írta, de először a Péterfy Bori & Love Band 2007-es debütáló lemezén szerepelt. A lemezt jelölték "Az év hazai alternatív albuma" kategóriában a 2010-es Fonogram-díjkiosztón, az együttest pedig a "Legjobb magyar előadó" kategóriában nevezték a 2010-es MTV Europe Music Awardson. 2009-ben léptek fel először a Sziget Fesztiválon.
2010 novemberében adták ki Sirály című első lemezelőzetes dalukat, melyhez Merényi Dávid készített videót, majd 2011. október 21-én jelent meg második lemezelőzetes daluk, az Olajoshordó, melyhez a Minimax és a Megamax tévécsatornák által indított Zenével a gyermekekért program keretében készült klip. Harmadik lemezük, a Néniket a bácsiknak! 2011. november 4-én jelent meg, és elnyerte "Az év hazai alternatív albuma" díjat a 2012-es Fonogram-díjkiosztón
Negyedik nagylemezük megjelenése előtt három dalt adtak ki, melyekhez videóklip is készült. Ezekből kettő, melyekhez Kálocz Tamás készített klipet 2012 végén, a Nagyon megy és a Tigrisszem, nem került rá, a 2013 áprilisában kiadott Őrkutya pedig áthangszerelve került a 2014. március 3-án megjelent Szeles című lemezre. Egy hónappal a lemez kiadása előtt, februárban jelent meg az albumon szereplő 2014 klipje, majd 2014 május végén jelent meg Melegszék című videójuk. Az új lemez 13 hétig szerepelt a Mahasz Top 40 albumlistáján, melyen a második helyig jutott.
A zenekar lemezein és koncertjein számos vendégművész is közreműködött az évek során; Tövisházi Ambrus (aki többek között az Amorf Ördögök, a Péterfy Bori & Love Band és az Erik Sumo Band alapító tagja) volt a producere a Kiscsillag első két lemezének és a Szelesnek, illetve a Légyszíves című dalnak a zeneszerzője is. Rátgéber László írta a Russian in the school és a Fishing on Orfű szövegét, melyekben énekel is. A 2012 őszén indult Idáig tudom a történetet című turné előadásain közreműködött Vedres Csaba zongorista; Pásztor Anna, az Anna and the Barbies énekesnője és Péterfy Bori is, a prózai elemek alkotótársa pedig Papp Sándor Zsigmond író volt Lovasi mellett. A Néniket a bácsiknak! című lemezen Bubenyák Zoltán és Boeni Hahn, a Szeles című albumon pedig az Erik Sumo Bandből ismert Császári Gergő és Pápai István működtek közre.
2014 szeptemberében Ózdi Rezső, a zenekar alapító tagja és basszusgitárosa távozott a zenekarból, mivel állítása szerint csak 10 évet szeretett volna zenéléssel eltölteni. Helyét Erős Márton vette át.
2016-ban Mihalik Ábel elhagyta a zenekart, a dobok mögé Bajkai Ferenc ült, és multiinstrumentalistaként bekerült a zenekarba Szesztay Dávid. 2017-ben jelent meg a már majdnem egy éve színházakban is bemutatott Semmi konferencia című zenés-színházi műsor konceptalbuma. Ugyanezen év végén a zenekar a legendás londoni Abbey Road studióban rögzített két számot (Mindig karácsony; Ott, ahol akarod), melyhez videoklipek is készültek.
2020 márciusában jelent meg a zenekar legutóbbi sorlemeze Tompa kések címmel, melynek lemezbemutató-turnéja COVID19-járvány miatt elmaradt, és csak 2020 második felében tudta bepótolni a Kiscsillag egy klubturné keretében. Az album egy önmagán túlmutató univerzumot képez, melyben a dalok mellett Vetlényi Zsolt grafikái és Lovasi András meséje is tartozik. A lemezhez két videoklip készült a 2020-as koronavírus-járvány alatti karantén idején: a Nem szégyellem dalhoz a zenekar tagjai saját otthonukban "forgatták" mobiltelefonnal a videóanyagot, a Láng című dal egyfajta közösségi videoklip, melyben a Kiscsillag-rajongók által beküldött kisvideók szerepelnek.
2020 júniusában a Megadó Kiadó gondozásában megjelent vinylen a Kiscsillag első (Greatest Hits Vol. 01) és legfrissebb lemeze (Tompa kések) is.
2021 decemberében Erős Márton, a zenekar basszusgitárosa távozott a zenekarból, helyét Hajba Imre vette át.

## Tagok

### Jelenlegi tagok
- Lovasi András – ének, gitár, bendzsó
- Leskovics Gábor – ének, gitár, billentyű, szájharmonika
- Hajba Imre – basszusgitár
- Bajkai Ferenc – dob
- Szesztay Dávid – billenytűs hangszerek, gitár, ének

### Korábbi tagok
- Bräutigam Gábor – dob
- Ózdi Rezső – basszusgitár
- Mihalik Ábel - dob
- Erős Márton - basszusgitár

### Vendégművész
- Rátgéber László – ének, szövegíró
- Tövisházi Ambrus – billentyű, vokál, producer
- Vedres Csaba – billentyű
- Pásztor Anna - ének
- Péterfy Bori - ének
- Falusi Mariann - ének
- Császári Gergely - gitár, mandolin, banjo, billentyűk, vokál, ritmushangszerek
- Pápai István - bongó
- Németh Juci - ének

## Diszkográfia

### Demo
- 2005 – Kiscsillag (Csak az internetről volt ingyenesen letölthető.)

### Nagylemezek
| Év   | Album                                                                         | Legmagasabb helyezés                   | Minősítés |
| Év   | Album                                                                         | MAHASZ Top 40 album- és válogatáslemez | Minősítés |
| ---- | ----------------------------------------------------------------------------- | -------------------------------------- | --------- |
| 2006 | Greatest Hits Vol. 01. - Kiadó: Megadó Kiadó - Megjelent: 2006. október 25.   | 9                                      |           |
| 2009 | Örökre szívembe zártalak - Kiadó: Megadó Kiadó - Megjelent: 2009. február 12. | 1                                      |           |
| 2011 | Néniket a bácsiknak! - Kiadó: Megadó Kiadó - Megjelent: 2011. november 4.     | 6                                      |           |
| 2014 | Szeles - Kiadó: Megadó Kiadó - Megjelent: 2014. március 3.                    | 2                                      |           |
| 2017 | Semmi konferencia - Kiadó: Megadó Kiadó - Megjelent: 2017. március 7.         |                                        |           |
| 2020 | Tompa kések - Kiadó: Megadó Kiadó - Megjelent: 2020. március 8.               |                                        |           |

### Maxik
- 2006 – Ha én lennék
- 2008 – Fishing on Orfű
- 2008 – Légyszíves
- 2010 – Sirály
- 2012 – Nagyon megy
- 2017 – Mindig karácsony
- 2018 – Ott ahol akarod

## Videóklipek
| Év   | Cím              | Készítették                                                                                      |
| ---- | ---------------- | ------------------------------------------------------------------------------------------------ |
| 2006 | Ha én lennék     | - A Kiégő Izzók                                                                                  |
| 2007 | Kockacukor       | - A Kiégő Izzók                                                                                  |
| 2008 | Fishing on Orfű  | - Rendező: Lévai Balázs - Operatőr: Kőrösi András - Vágó: Taskó Roland                           |
| 2009 | Légyszíves       | - Rendező: Merényi Dávid, Nagy Gergő - Operatőr: Csepeli Eszter - Vágó: Papp Vivi                |
| 2009 | Örökre           | - Rendező: Merényi Dávid, Nagy Gergő - Operatőr: Csepeli Eszter - Vágó: Gothár Márton            |
| 2010 | Sirály           | - Merényi Dávid                                                                                  |
| 2011 | Olajoshordó      | - Rendező: Horváth Viktor - Operatőr: Rév Marcell                                                |
| 2012 | Nagyon megy      | - Kálocz Tamás                                                                                   |
| 2012 | Tigrisszem       | - Kálocz Tamás                                                                                   |
| 2013 | Őrkutya          | - Rendező: Miki Háromöthét - Operatőr: Becsey Kristóf - Vágó: Gradvolt Róbert                    |
| 2014 | 2014             | - Kálocz Tamás, Szolykó Dávid                                                                    |
| 2014 | Melegszék        | - Kiss Ákos                                                                                      |
| 2015 | A kis óceán      | - Kálocz Tamás                                                                                   |
| 2015 | Bújócska         | - Rendező: Géczy Dávid - Operatőr: Mayer Zoltán - Vágó: Kriston Csaba                            |
| 2017 | Tenyeremből el   | - Rendező: Géczy Dávid - Forgatókönyv: Földes Eszter és Lovasi András - Operatőr: Dobóczi Balázs |
| 2017 | Mindig karácsony | - Rendező: Géczy Dávid - Operatőr: Géczy Dávid, Szabó Gábor - Vágó: Fekete Balázs                |
| 2018 | Ott, ahol akarod | - Rendező: Kaldenecker Antal - Operatőr: Szőke János - Vágó: Bodoni Dombi Tünde                  |
| 2020 | Nem szégyellem   | - Rendezte: Géczy Dávid - Vágó: Fekete Balázs - Ötlet: Lovasi András és Földes Eszter            |
| 2020 | Láng             | - Rendezte: Géczy Dávid - Vágó: Fekete Balázs                                                    |

## Díjak és jelölések
| Év   | Díj                     | Kategória                       | Jelölt                     | Eredmény |
| ---- | ----------------------- | ------------------------------- | -------------------------- | -------- |
| 2007 | Fonogram-díj            | "Az év hazai rock albuma"       | "Greatest Hits Vol. 01."   | Jelölve  |
| 2010 | Fonogram-díj            | "Az év hazai alternatív albuma" | "Örökre szívembe zártalak" | Jelölve  |
| 2010 | MTV Europe Music Awards | "Legjobb magyar előadó"         | Kiscsillag                 | Jelölve  |
| 2012 | Fonogram-díj            | "Az év hazai alternatív albuma" | "Néniket a bácsiknak!"     | Elnyerte |